# Syncephalis aurantiaca
Syncephalis aurantiaca är en svampart som beskrevs av Vuill. 1902. Syncephalis aurantiaca ingår i släktet Syncephalis och familjen Piptocephalidaceae.   Inga underarter finns listade i Catalogue of Life.